# Main
Main este un râu în Germania cu o lungime de 524 de km, fiind unul dintre cei mai importanți afluenți ai fluviului Rin, care străbate landurile Bavaria și Hessa.
Mainul se formează în apropiere de Kulmbach prin confluența a două brațe: Mainul Roșu (Rotmain) și Mainul Alb (Weißmain). Primul izvorăște din masivul Jura Franconiană (Frankenalb), are 50 de km și trece prin Creussen și Bayreuth. Izvolul celui de-al doilea este situat în munții Fichtelgebirge și are 41 de km lungime. Afluenții râului Main sunt Regnitz, Fränkische Saale, Tauber și Nidda.
Cel mai mare oraș prin care trece Mainul este Frankfurt pe Main. După unirea celor două cursuri, Mainul Roșu și Mainul Alb, râul trece prin următoarele orașe: Burgkunstadt, Lichtenfels, Bad Staffelstein, Hallstadt, Zeil, Hassfurt, Schweinfurt, Volkach, Kitzingen, Ochsenfurt, Würzburg, Karlstadt, Gemünden, Lohr, Marktheidenfeld, Wertheim, Miltenberg, Obernburg, Aschaffenburg, Seligenstadt, Hanau, Offenbach, Frankfurt, Hattersheim, Flörsheim, Rüsselsheim. Main întâlnește la final Rinul în Mainz.